# SHISHAMO 10th Anniversary Final Live「FINALE!!! -10YEARS THANK YOU-」
『SHISHAMO 10th Anniversary Final Live「FINALE!!! -10YEARS THANK YOU-」』はSHISHAMOの6作目のライブ映像作品。2024年4月10日にGOOD CREATORS RECORDS / UNIVERSAL SIGMAから発売された。

## 概要
- CDデビュー10周年イヤーの締めくくりとして2023年11月11日に、ぴあアリーナMMで開催されたSHISHAMO 10th Anniversary Final Live「FINALE!!! -10YEARS THANK YOU-」の模様を収録している。当日演奏された26曲を全曲ノーカットで収めているほか、特典映像として、全国11箇所をまわったホールツアー SHISHAMO 10th Anniversary Tour「恋を知っているすべてのあなたへ」の兵庫県 神戸国際会館こくさいホール公演から厳選した6曲を収録している。なおこの作品は、アルバム『SHISHAMO 8』と同日にリリースされた[1]。
- ライブの模様は、当日U-NEXTにて国内独占配信された。また海外限定で「Streaming+」でのライブ配信も行われた[2]。さらに12月23日からはU-NEXTにて独占アーカイブ配信された[3]。
- 2024年1月23日に「犬ころ」のライブ映像[4]、3月1日にダイジェスト映像[5]、3月26日に「春に迷い込んで」のライブ映像がオフィシャルYouTubeチャンネルで公開された[6]。

## 収録曲
SHISHAMO 10th Anniversary Final Live「FINALE!!! -10YEARS THANK YOU-」
| #   | タイトル                                             | 作詞 | 作曲・編曲 |
| --- | ---------------------------------------------------- | ---- | ---------- |
| 1.  | 「僕に彼女ができたんだ」                             |      |            |
| 2.  | 「君と夏フェス」                                     |      |            |
| 3.  | 「君の目も鼻も口も顎も眉も寝ても覚めても超素敵!!!」  |      |            |
| 4.  | 「笑顔のおまじない」                                 |      |            |
| 5.  | 「ドキドキ」                                         |      |            |
| 6.  | 「ドライブ」                                         |      |            |
| 7.  | 「狙うは君のど真ん中」                               |      |            |
| 8.  | 「ひっちゃかめっちゃか」                             |      |            |
| 9.  | 「BYE BYE」                                          |      |            |
| 10. | 「犬ころ」(アコースティックバージョン)               |      |            |
| 11. | 「ロマンチックに恋して」(アコースティックバージョン) |      |            |
| 12. | 「あなたと私の間柄」(アコースティックバージョン)     |      |            |
| 13. | 「宿題が終わらない」                                 |      |            |
| 14. | 「第3ボタン」                                        |      |            |
| 15. | 「天使みたい」                                       |      |            |
| 16. | 「夏の恋人」                                         |      |            |
| 17. | 「熱帯夜」                                           |      |            |
| 18. | 「夢で逢う」                                         |      |            |
| 19. | 「夏恋注意報」                                       |      |            |
| 20. | 「私のままで」                                       |      |            |
| 21. | 「OH！」                                             |      |            |
| 22. | 「タオル」                                           |      |            |
| 23. | 「明日も」                                           |      |            |
| 24. | 「明日はない」                                       |      |            |
| 25. | 「春に迷い込んで」                                   |      |            |
| 26. | 「恋する」                                           |      |            |

【特典映像】 SHISHAMO 10th Anniversary Tour「恋を知っているすべてのあなたへ」　2023年10月7日 神戸国際会館こくさいホール
| #  | タイトル                     | 作詞 | 作曲・編曲 |
| -- | ---------------------------- | ---- | ---------- |
| 1. | 「忘れてやるもんか」         |      |            |
| 2. | 「ごめんね」                 |      |            |
| 3. | 「終わり」                   |      |            |
| 4. | 「フェイバリットボーイ」     |      |            |
| 5. | 「恋に落ちる音が聞こえたら」 |      |            |
| 6. | 「わたしの宇宙」             |      |            |